# تپه توکه ۴
تپه توکه ۴ در شهرستان خرم‌آباد، بخش دوره چگنی، دهستان کشکان، ۱ کیلومتری جنوب غربی روستای خاطره واقع شده و این اثر در تاریخ ۲۲ اسفند ۱۳۸۵ با شمارهٔ ثبت ۱۸۱۴۷ به‌عنوان یکی از آثار ملی ایران به ثبت رسیده است.